# 1984 (OSE)
1984 is een studioalbum van OSE, een samenwerking tussen Mark Jenkins en Hervé Picart.

## Inleiding
Jenkins leverde sinds 2021 minstens 23 albums onder de gezamenlijk titel Modular sessions; albums met muziek op analoge synthesizers en elektronica. Daarbovenop bracht hij een tweetal albums uit onder Modulair sessions special edition. 1984 is nummer drie in de reeks 3-Body problem en Foucault's pendulum. De drie album hebben een thema, sciencefiction.
Jenkins liet zich voor 1984 inspireren door de roman 1984 van George Orwell, maar ook door de film 1984 van Michael Anderson uit 1956. Jenkins mixte een aantal stemmen uit de film door de muziek.   

## Musici
- Mark Jenkins – synthesizers, sequencers, elektronica
- Hervé Picart- idem
- Adam Isaacson – spreekstem, verteller
- Dieter Niemand – drumstel
- filmstemmen: Winston Smith door Edmond O'Brien, Julia door Jan Sterling, ondervrager door Patrick Allen, Parsons door Donald Pleasence, O'’Brien door Michael Redgrave en Charrington door David Kossoff.

## Muziek
| Nr. | Titel                           | Duur |
| --- | ------------------------------- | ---- |
| 1.  | Winston (Jenkins, Hervé)        | 4:17 |
| 2.  | Julia (Jenkins, Hervé)          | 6:50 |
| 3.  | O’Brien (Jenkins, Hervé)        | 6:05 |
| 4.  | Hate week (Jenkins, Hervé)      | 6;17 |
| 5.  | Miniluv (Jenkins, Hervé)        | 1:30 |
| 6.  | Thought police (Jenkins, Hervé) | 5:51 |
| 7.  | Minipax (Jenkins, Hervé)        | 1:30 |
| 8.  | Pornosec (Jenkins, Hervé)       | 4:33 |
| 9.  | Minitrue (Jenkins, Hervé)       | 1:30 |
| 10. | Doublethink (Jenkins, Hervé)    | 4:38 |
| 11. | Miniplenty (Jenkins, Hervé)     | 1:30 |
| 12. | Room 101 (Jenkins, Hervé)       | 5:41 |
| 13. | Big brother (Jenkins, Hervé)    | 1:04 |

In O’Brien geven Jenkins en Hervé een mini-eerbetoon aan Paddy Moloney van The Chieftains; ze verwerkten Samhradh, Samhradh (zomertijd, zomertijd) erin.